# Я̈
Я̈  (minúscula: я̈; cursiva: Я̈ я̈) es una letra del alfabeto cirílico.
Es utilizado en el idioma selkup.

## Códigos de computación
| Carácter                    | Я                                         | Я                                         | я                                       | я                                       | ̈                    | ̈                    |
| --------------------------- | ----------------------------------------- | ----------------------------------------- | --------------------------------------- | --------------------------------------- | ------------------- | ------------------- |
| Nombre Unicode              | CYRILLIC CAPITAL LETTER YA WITH DIAERESIS | CYRILLIC CAPITAL LETTER YA WITH DIAERESIS | CYRILLIC SMALL LETTER YA WITH DIAERESIS | CYRILLIC SMALL LETTER YA WITH DIAERESIS | COMBINING DIAERESIS | COMBINING DIAERESIS |
| Codificaciones              | Decimal                                   | hex                                       | dec                                     | hex                                     | dec                 | hex                 |
| Unicode                     | 1071                                      | U+042F                                    | 1103                                    | U+044F                                  | 776                 | U+0308              |
| UTF-8                       | 208 175                                   | D0 AF                                     | 209 143                                 | D1 8F                                   | 204 136             | CC 88               |
| Numeric character reference | &#1071;                                   | &#x42F;                                   | &#1103;                                 | &#x44F;                                 | &#776;              | &#x308;             |